# 택배

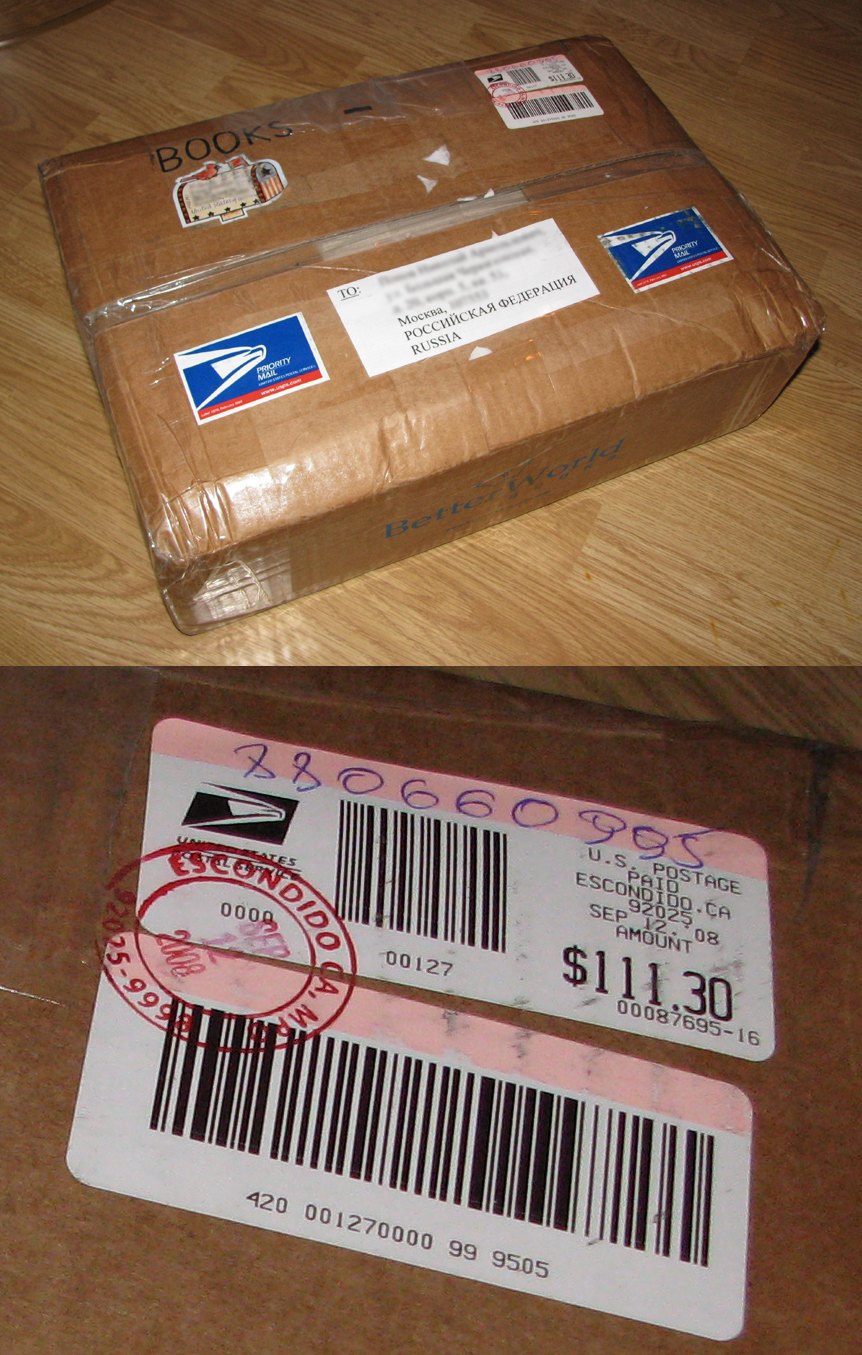
택배의 모습.

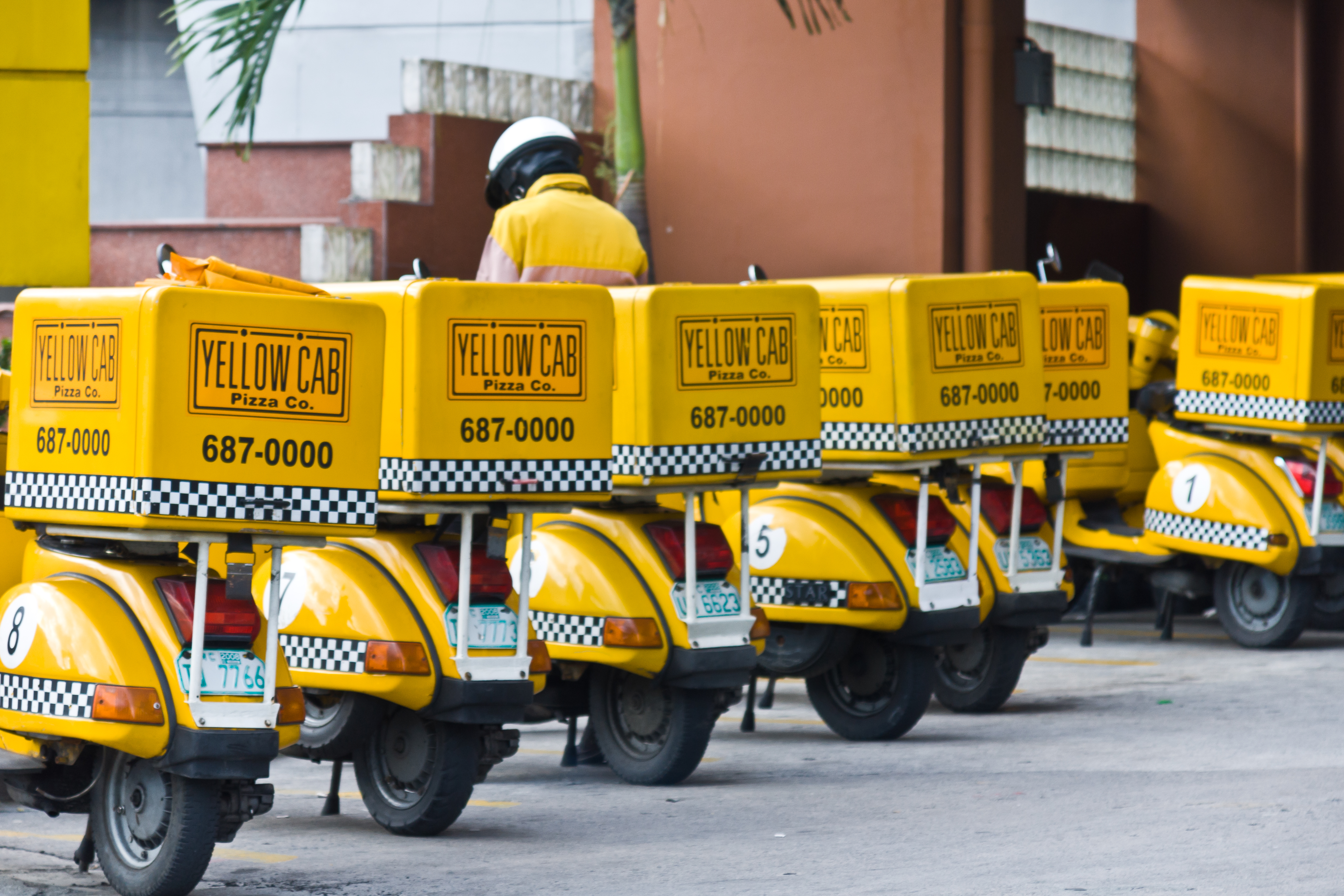
피자 배달 스쿠터의 모습.

택배(宅配, 영어: package delivery or parcel delivery,  문화어: 송달봉사; 送達奉仕)는 사람과 업체가 포장된 상품과 물품을 요구하는 장소까지 직접 운송해 주는 것이다. 대개 나라 안으로 한정되지만, 국제 물류 회사는 국제 택배를 취급하는 경우도 있다. 바로 택배를 부치는 것은 직배송(直配送)이라고 한다.

## 역사
택배는 '집까지 배달해 준다'라는 뜻의 일본어에서 유래하였다. 일본에서는 음식 등 집까지 가져다 주는 서비스를 말하지만, 한국에서는 우편을 통해 소포를 집까지 배송해주는 것을 주로 의미한다.

## 요금
택배 요금은 물건을 보낼 때 요금을 지불하는 선불과 물건을 받으면서 받는 사람이 내는 착불로 나눌 수 있다. 또한 택배 요금은 무게에 따라서 달라지며, 배송 거리에 따라서 달라지기도 한다.

## 주요 업체

### 대한민국
- CJ대한통운 (CJ택배에서 대한통운택배 인수 후 개명)  (SC로지스택배)인수
- 롯데택배: 현대그룹에서 일본(오릭스펀드)에 매각되어 (현대로지스틱스)으로 사명을 변경해 운영해 오다가, 2016년 12월 롯데그룹에 인수매각되면서 롯데글로벌로지스로 사명을 변경해, 택배명이 2017년 1월 1일부터 현대택배에서 롯데택배로 바뀌게 되었다.
- 한진택배: 항공택배는 대한항공 화물기로 운송한다.
- 우체국택배
- 로젠택배
- 경동,합동택배(TNT 제휴)
- 건영택배
- 고려택배 (약품 운송 전문)
- 드림택배 (동부택배.KG엘로우캡.KGB택배.KT로지스택배,KG로지스,KGB택배)인수 2018년 1월 1일부터 사명변경
- 일양택배
- 용마로지스
- 대신택배
- 코레일네트웍스(주)  KTX특송 (2022년 12월31일 서비스 종료)(폐업) 2023년 3월 민간업체인 (주) 짐캐리 회사로 넘어가면서 다시오픈을

시작했다. 회사만 민간업체에서 운영할뿐
택배보네는 방식은 기존방식 그대로 동일하다.
- CVSNET.GS편의점택배(대한통운 위탁)
- GTX로지스
- 천일택배
- (주)우리한방
- 한의사랑택배
- 한덱스
- 범한판토스 (해운, 항공, 국내외운송)
- KGL네트웍스
- 굿투럭
- 호남택배
- 쿠팡(영어: Coupang)

### 국제 물류 업체
- UPS      (i-Parcel)
- DHL    (DHL Global Mail)
- 코닌클리예크 TNT 포스트   (TNT익스프레스)
- EMS(국제우편배송)
- USPS
- 에어보이익스프레스
- GSMNtoN
- APEX(ECMS Express)
- Fedex
  - Fedex Express

## 택배를 소재로 한 작품

### 영화
- 메신저 (1999년 영화)
- 캐스트 어웨이

### 만화
- 덴마 (SF)

## 같이 보기
- 퀵서비스
- 이륜택배
- 자전거 메신저